# Pedra Preta (Rio Grande do Norte)
Pedra Preta est une municipalité brésilienne située dans l'État du Rio Grande do Norte.